# والابی خرگوشی شرقی
والابی خرگوشی شرقی (نام علمی: Lagorchestes leporides) نام یک گونه منقرض‌شده از سرده والابی‌های خرگوشی است.